# Ромадановка (Ішимбайський район)
Ромада́новка (рос. Ромадановка, башк. Ромадановка) — село у складі Ішимбайського району Башкортостану, Росія. Входить до складу Верхоторської сільської ради.
Населення — 176 осіб (2010; 130 в 2002).
Національний склад:
- росіяни — 74%